# نجیب مایل هروی
نجیب مایل هروی (زادهٔ ۱۳۲۹ در هرات) محقق عرفان و ادبیات فارسی و اهل هرات افغانستان است که از سال ۱۳۵۰ ساکن ایران است. وی با نهادهای مختلفی چون کتابخانه مجلس، بنیاد موقوفات محمود افشار و دائرةالمعارف بزرگ اسلامی همکاری دارد. ایران پنجم مرداد ۱۳۹۹ به نجیب مایل هروی تابعیت داد. شهاب مایل هروی، فرزند نجیب مایل هروی گفته بود که در اعتراض «به تبعیض دولت ایران علیه پدرش» و ندادن شهروندی به پدرش پس از ۴۹ سال زندگی در ایران و ندادن مسکن مصوبه هیئت وزیران در برابر نمایندگی وزارت خارجه ایران در مشهد خودسوزی کرده‌است.

## تخصص
وی که متولد سال ۱۳۲۹ در هرات در کشور افغانستان است، از ۱۳۵۰ به مشهد آمد و تاکنون به پژوهش دربارهٔ عرفان اسلامی و نسخه‌های خطی می‌پردازد. تحصیلات عالی خود را در رشته زبان و ادبیات فارسی در دانشگاه فردوسی مشهد به پایان برد و پس از مدتی فعالیت به تهران آمد و در مؤسسهٔ پژوهش‌های اسلامی به تحقیق و مطالعه و کتاب‌شناسی و تصحیح متون و تدریس پرداخت.
مایل هروی همچنین همکاری با آستان قدس رضوی، مرکز پژوهشی میراث مکتوب و بخش تحقیقات کتابخانهٔ مجلس شورای اسلامی را در کارنامهٔ فعالیت‌های خود دارد و از محققان کتابخانه مجلس شورای اسلامی و دارای تألیفات است و مقالاتی را نیز در دانشنامه مرکز دائرةالمعارف اسلامی نگاشته‌است.

## اعطای تابعیت
روز ۶ مرداد ۱۳۹۹، مدیر کل اتباع خارجی استانداری خراسان رضوی، خبر داد نجیب مایل هروی ۵ مرداد ۱۳۹۹، پس از خواندن سوگندنامه و انجام آزمون تابعیت، مراحل قانونی فرایند تابعیت را انجام داده و اسناد تابعیتی او نیز «در ماه‌های آینده صادر خواهد شد». نجیب مایل هروی هنگام دریافت تابعیت هفتاد ساله است و پس از ۴۹ سال اقامت در ایران، تابعیت را دریافت می کند.

## جوایز
مایل هروی همچنین جایزه ادبی - تاریخی بنیاد محمود افشار یزدی را در مرکز دائرةالمعارف بزرگ اسلامی دریافت کرده‌است. این جایزه که برای یک عمر دستاورد برای خدمت به تاریخ و زبان فارسی اهدا می‌گردد، با حضور سیدجعفر شهیدی، سیدمصطفی محقق داماد، سیدمحمدعلی ابهری و سیدکاظم بجنوردی به مایل هروی اهدا شد. مایل هروی در سال ۱۳۸۶ برنده جایزه ادبی - تاریخی بنیاد محمود افشار یزدی از مرکز دائرةالمعارف بزرگ اسلامی شد. این جایزه برای یک عمر دستاورد برای خدمت به تاریخ و زبان فارسی به مایل هروی اهدا شد و همچنین این برگ‌های پیر به‌عنوان اثر برگزیدهٔ همایش حامیان نسخ خطی کتابخانهٔ مجلس شورای اسلامی شناخته شده‌است.

## آثار
از جمله آثار او می‌توان به برگ بی‌برگی: یادنامه استاد رضا مایل، این برگ‌های پیر: مجموعه بیست اثر چاپ ناشده فارسی از قلمرو تصوف، پیر بیابانکی: پژوهشی درنقد آرا و آثار سمنانی،
نقد و تصحیح و متون: شرح فصوص الحکم اکبر محیی الدین ابن عربی کمال خوارزمی، در شبستان عرفان: مجموعه رسائل فارسی از پیران ایران، شرح مثنوی مولوی موسوم به مخزن الاسرار ولی محمد اکبرآبادی، خاصیت آینگی: نقد حال و گزیده آثار فارسی عین القضات همدانی و معارف سلطان ولد اشاره کرد. صدها مقاله دربارهٔ شاعران و ادیبان ایرانی و نسخه‌شناسی آثار آن‌ها توسط هروی نوشته شده و نیز کتاب‌های:
- تاریخ نسخه‌پردازی و تصحیح انتقادی نسخه‌های خطی. تهران: کتابخانه، موزه و مرکز اسناد مجلس شورای اسلامی، ۱۳۸۰
- علا الدوله سمنانی، العروه لاهل الخلوة و الجلوة، (ترجمه کهن+متن عربی)، نجیب مایل هروی، انتشارات مولی، چاپ دوم ۱۳۹۶.
- سعدالدین حمویه (حموی)، المصباح فی التصوف، نجیب مایل هروی، انتشارات مولی، چاپ دوم ۱۳۹۰.
- رشف الالفاظ فی کشف الالفاظ؛ شرف‌الدین حسین بن الفتی تبریزی، نجیب مایل هروی، انتشارات مولی، چاپ سوم ۱۳۹۷.
- مناهج السیفیه: رساله در معاملات عرفانی؛ ابوالحقائق محمد بن احمد الجوینی؛ نجیب مایل هروی، انتشارات مولی، ۱۳۶۲.
- آداب المریدین، ضیاالدین ابونجیب سهروردی، ترجمان عمر بن محمد بن احمد شیرکان، نجیب مایل هروی، انتشارات مولی، چاپ سوم ۱۳۹۶.
- رسائل ابن عربی (ده رساله مترجم)؛ نجیب مایل هروی؛ انتشارات مولی چاپ سوم ۱۳۹۵.
- نفحة الروح و تحفة الفتوح؛ مویدالدین جندی؛ نجیب مایل هروی؛ انتشارات مولی؛ چاپ سوم ۱۳۹۶.
- منتخب الخاقانی فی کشف الحقایق عرفانی؛ ملا عبدالله زنوزی؛ نجیب مایل هروی؛ انتشارات مولی؛ چاپ سوم ۱۳۹۶.
- مجمع البحرین؛ شمس‌الدین ابرقوهی؛ نجیب مایل هروی؛ انتشارات مولی؛ چاپ سوم ۱۳۹۷.
- مناهج الطالبین و مسالک الصادقین؛ سعدالله اصفهانی؛ نجیب مایل هروی؛ انتشارات مولی؛ چاپ سوم ۱۳۹۵.
- مناقب الصوقیه؛ عبادی مروزی؛ نجیب مایل هروی؛ انتشارات مولی؛ چاپ سوم ۱۳۹۵.
- الاصول العشره؛ نجم‌الدین کبری؛ ترجمه و شرح عبدالغفور لاری؛ نجیب مایل هروی؛ انتشارات مولی؛ چاپ چهارم ۱۳۹۶.
- مونس العشاق؛ ابن عربشاه یزدی؛ چاپ چهارم ۱۳۹۶؛ انتشارات مولی.
- نجیب مایل هروی. کتاب‌آرایی در تمدن اسلامی. «واژگان نظام کتاب‌آرایی» مشهد: آستان قدس رضوی، بنیاد پژوهش‌های اسلامی، ۱۳۷۲،
- معارف سلطان ولد فرزند مولانا جلال الدین محمد مولوی، نجیب مایل هروی، انتشارات مولی، چاپ دوم، ۱۳۷۷،
- تاریخ و زبان افغانستان، نجیب مایل هروی، بنیاد موقوفات محمود افشار، ۱۳۷۱
- اندر غزل خویش نهان خواهم گشتن: سماع نامه‌های فارسی، نجیب مایل هروی، نشر نی، چاپ اول، ۱۳۷۲